# Генуэзская оккупация Родоса
Генуэзская оккупация Родоса (греч. Γενουατική κατοχή της Ρόδου) — оккупация города Родос и части одноимённого острова Генуэзской республикой, продолжавшаяся с 1248 по конец 1249 / начало 1250 гг. Генуэзцы овладели пребывавшими в зависимости от Никейской империи городом и островом в результате внезапного нападения в 1248 году и удерживали их с помощью Ахейского княжества вплоть до 1250 года.

## Предыстория
В начале XIII века, возможно, ещё до падения Константинополя в результате Четвертого крестового похода в 1204 году, Родос и близлежащие острова вышли из-под контроля византийской центральной власти, управляясь кесарем из знатного критского рода Львом Гавалой. С 1225 года он номинально признавал верховенство главного греческого государства-преемника в лице Никейской империи, но по факту Родос стал центром практически независимого владения.
Стремясь уравновесить Никею и укрепить свои позиции, Лев заключил договоры с Венецианской республикой в 1234 и 1236 гг. и признавал вассальную зависимость, обещая ежегодно присылать ризу в Собор Святого Марка. Сменивший его после смерти в 1240 году брат Иоанн Гавала был в менее выгодном положении, и вскоре признал верховную власть никейского императора Иоанна III Дуки Ватаца. Взамен он получил высокие титулы севаста и великого дуки и, вероятно, руку императорской родственницы (возможно, одной из сестер Ватаца).
В то же время не получившая каких-либо выгод от крестового похода и оттесненная Венецией в латинском Константинополе Генуэзская республика стремилась закрепиться на Востоке. Генуэзцы отправили в Никею несколько посольств, но, по-видимому, без особого успеха. Эта неудача, а также угрозой для неё с Венецией со стороны императора Священной Римской империи Фридриха II вынудили их временно сблизиться: в договоре 1248 года они разделили Средиземноморье на сферы влияния, Родос находился в зоне совместного контроля.

## Захват и отвоевание
В 1247 или 1248 г. Иоанн Гавала покинул остров с сухопутными и военно-морскими силами, чтобы присоединиться к походу никейцев против Латинской империи в Никомедии. В его отсутствие, весной или летом 1248 года у острова появился генуэзский флот (возможно, плывший для участия в седьмом крестовом походе французского короля Людовика IX). Учитывая, что Генуя давно жаждала захватить остров из-за его стратегического положения, генуэзцы воспользовались возможностью и в ходе внезапной ночной атаки захватили столицу острова.

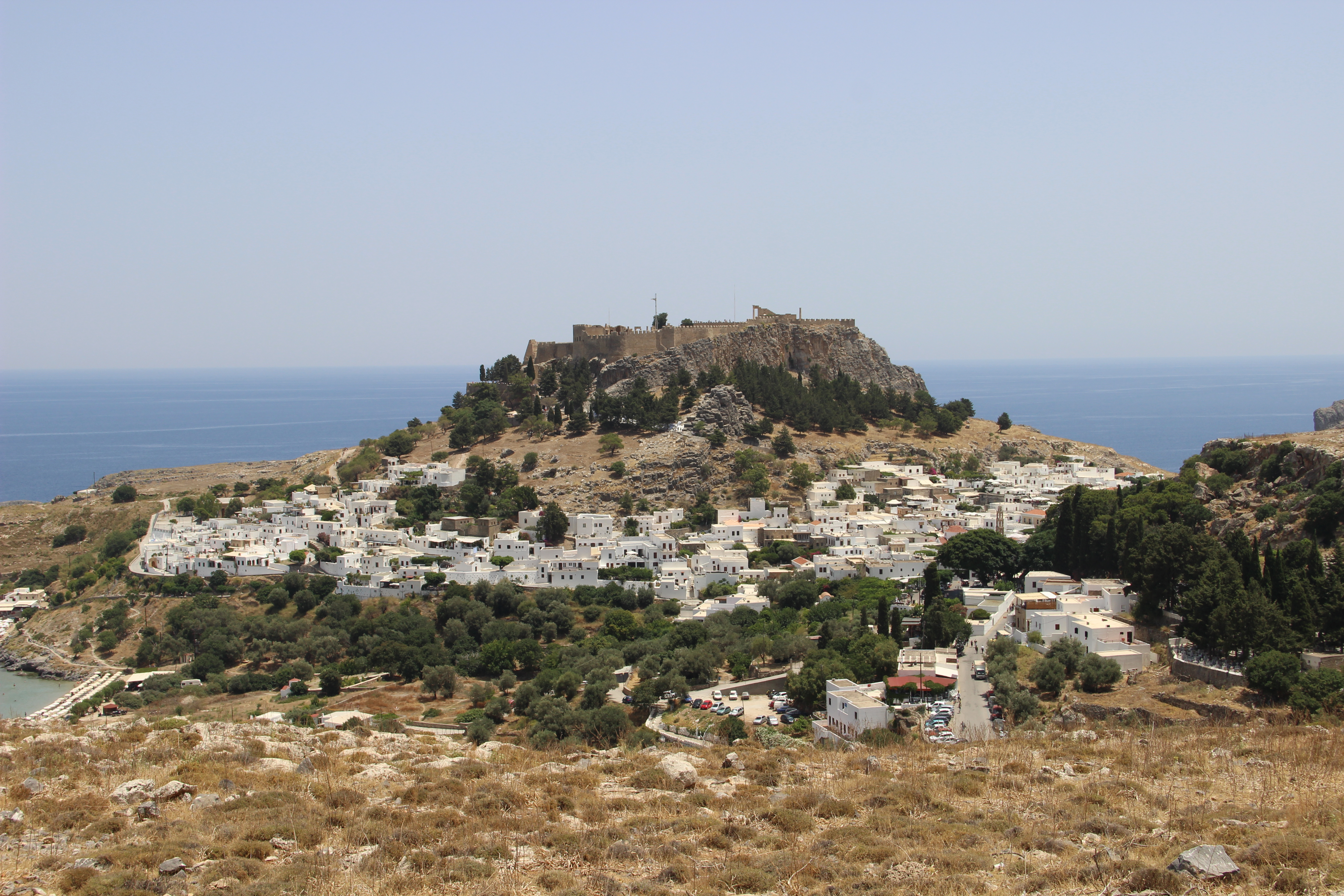
Цитадель Линдоса.

Ватац отреагировал быстро, отправив на остров флот во главе с пинкересом и дуксом Фракийской фемы Иоанном Кантакузином. Тот выступил в конце 1248 или начале 1249 г., с начала захватив острова Лерос и Калимнос. Первоначально в распоряжении Кантакузина была лишь небольшая армия, возможно, только войска из его собственной фемы. В результате он, по-видимому, сначала обезопасил ещё не захваченные итальянцами крепости в южной части острова, а затем двинулся к городу Родос. Никейцы высадились недалеко от города-крепости Линдос в 40 км от города Родос, а затем основали свою базу в Филеремосе в 5 км. к юго-западу. В это время прибыло посланное императором подкрепление, что позволило Кантакузину заблокировать генуэзцев.
Гарнизон был хорошо обеспечен продовольствием, которое было захвачено у населения. Воины переспали с самыми красивыми местными женщинами, изгнав из города старых и некрасивых, и блокада затянулась до весны. По словам Георгия Акрополита, город был на грани падения, когда примерно в середине мая 1249 г., к острову случайно прибыли желавшие участвовать в крестовом походе князь Ахайи Гильом II де Виллардуэн и герцог Бургундии Гуго IV, которые затем хотели отплыть с Кипра в Египет. Из 400 имевшихся у него рыцарей Виллардуэн согласился оставить генуэзцам 100. Это заставило никейцев снять осаду и отступить к Филеремосу, где они сами теперь были осаждены генуэзцами с суши и моря, в то время как ахейцы разоряли сельскую местность.
Когда Ватац узнал о случившемся, то приказал подготовить в Смирне ещё один экспедиционный корпус из 300 всадников под командованием протосеваста Феодора Контостефана, которому Ватац дал письменные инструкции. Прибытие подкрепления снова нарушило баланс: никейские войска застали занятых грабежём сельской местности ахейцев врасплох и убили их всех по приказу Кантакузина. Генуэзцы бежали обратно в город Родос, но, поскольку уже не могли выдержать ещё одну осаду, согласились сдать его в обмен на свой безопасный уход. Контроль над островом был быстро восстановлен, новости о чём достигли союзника Ватаца Фридриха II до сентября 1250 года, когда тот направил письмо с поздравлениями.

## Последствия
После изгнания генуэзцев Родос был полностью включен в состав Никейской империи, и правление семьи Гавала было окончено. Родос, возможно, был ненадолго возвращен Иоанну Гавале, но тот вскоре после этого умер, вероятно — до конца 1250 года. Его сын Лев, вероятно, в то время был несовершеннолетним. Хотя он был племянником никейского императора, ему не разрешили стать преемником, и вместо этого он покинул Родос со своей матерью и поселился на венецианском Крите. Около 1256 года или, по другому мнению, после взятия Константинополя в 1261 году, правление островом было возложено на младшего брата императора Михаила VIII Иоанна Палеолога. Тем не менее, уже растущая приблизительно с 1278 года угроза турецких набегов побудила Михаила VIII передать Родос в качестве феодального владения генуэзскому корсару на имперской службе Джованни де ло Каво.
Европейский интерес к Родосу не исчез, и с быстрым ослаблением Византийской империи при Андронике II, начали возникать новые планы по захвату стратегически расположенного острова. В 1300-х годах венецианцы начали захватывать некоторые из соседних островов, а также обратили свои взоры на Родос. Однако в то же время Андроник II отдал часть островов в качестве феодальных владений находившимся на его службе генуэзским корсарам: Андреа Мориско и его дяде Виньоло де Виньоли. Столкнувшись с угрозой венецианской экспансии, последний объединился с рыцарями-госпитальерами, что привело к госпитальерскому завоеванию Родоса, начавшемуся в 1306 году и завершившемуся после длительной осады столицы в 1309—1310 гг.